# Robert Wladislas Potocki de Montalk
Robert Wladislas Potocki de Montalk (1871-1942) – nowozelandzki architekt, pionier budownictwa betonowego w Nowej Zelandii.

## Życiorys
Był wnukiem polskiego hrabiego Józefa Franciszka Jana Potockiego, synem Edmunda Józefa Potockiego de Montalk i Alexandriny Williaminy Sutherland. Był dwukrotnie żonaty, po raz pierwszy z Maud Vaile, córką Samuela Vaile – kupca i agenta handlu ziemią. Miał z nią troje dzieci: znanego poetę i pisarza Geoffreya Potockiego de Montalk, historyka rodu Potockich Cedrica de Montalk i córkę Dulce. Po śmierci Maud ożenił się po raz drugi z Evelyn Hickson. 
Za pieniądze pożyczone od teścia zakupił ziemię w Remuerze i wybudował tam parkową rezydencję znaną jako Vallombrosa. Był jednym z pionierów wykorzystania betonu w Nowej Zelandii, którego zastosowaniem zainteresowany był już od przełomu XIX i XX w. Pisał o nim jako prekursorze budownictwa betonowego między innymi Geoffrey Thornton w książce „Cast in Concrete”. W latach 1911–1912 kierował budową hotelu Cargen w Auckland, przy którego budowie wykorzystał zbrojony beton. Projekt hotelu ze względu na jego nowatorstwo bojkotowało Zrzeszenie Cechu Budowlanego w Auckland. Potem był między innymi projektantem domu w Wellington w 1919 r., wykonanego w całości z betonu (ściany, kolumny, belki nośne). W międzyczasie jednak w 1914 r., w związku z problemami finansowymi sprzedał swoją pracownię i dom i przekwalifikował się na rolnictwo zakupując gospodarstwo w Alfriston. 